# The Cowboy Millionaire (film, 1935)
Pour les articles homonymes, voir The Cowboy Millionaire.
Pour plus de détails, voir Fiche technique et Distribution.
The Cowboy Millionaire est un film américain réalisé par Edward F. Cline, sorti en 1935.

## Fiche technique
- Titre : The Cowboy Millionaire
- Réalisation : Edward F. Cline
- Scénario : George Waggner et Daniel Jarrett (en)
- Photographie : Frank B. Good
- Montage : W. Donn Hayes (en)
- Production : Sol Lesser
- Pays d'origine : États-Unis
- Format : Noir et blanc
- Genre : western
- Date de sortie : 1935

## Distribution
- George O'Brien : Bob Walker
- Evalyn Bostock : Pamela Barclay
- Edgar Kennedy : Willie Persimmon Bates
- Maude Allen (en) : Henrietta Barclay
- Stephen Chase (en) : Hadley Thornton
- Daniel Jarrett (en) : Edward Doyle
- Lloyd Ingraham : Ben Barclay